# لطفي الخولي
أحمد لطفي الخولي (طنطا 1929 - 1999)، محامي وكاتب سياسي يساري ومسرحي مصري وكاتب قصص قصيرة. نالت أعماله صدى سياسي وفني، فبجانب كتاباته السياسية، تحولت بعض كتاباته إلى أعمال فنية كفيلم ثمن الحرية، ومشاركته في حوار فيلم القاهرة 30.

## حياته
تخرج في جامعة فؤاد الأول من كلية الحقوق سنة 1949، ومارس المحاماة بعد تخرجه حتى العام 1963. حيث عمل منذ 1961 بجريدة الأهرام وأنشأ عموده «الرأى السياسي». وأصبح رئيسا لتحرير مجلة الطليعة سنة 1965، كذلك أشرف على صفحة الفكر العربي بجريدة الأهرام سنة 1986.

## المؤلفات
- رجال وحديد (مجموعة قصصية، 1955).
- قهوة المماليك (مسرحية طويلة).
- القضية (مسرحية، 1961).
- الأرانب (مسرحية، 1964).
- المجانين فقط لا يركبون القطار (مجموعة قصصية، 1986).

وله عدد من المؤلفات السياسية:
- كتاب «الميثاق الوطنى: قضية للمناقشة»، سنة 1962.
- كتاب «الهزيمة في العالم الثالث»، سنة 1966.
- كتاب «أربع ورقات من الملف العربى»، سنة 1980.
- كتاب «أيديولوجية السادات والحزب اليسارى المصرى»، سنة 1981.
- كتاب البحث عن ستالين ديموقراطى 1990

## الجوائز
جائزة الدولة التقديرية في الآداب من المجلس الأعلى للثقافة، سنة 1993

## فيلموجرافيا
- العصفور - 1974 - فيلم (قصة وسيناريو وحوار)
- القضية 68 - 1968 - فيلم (قصة وحوار)
- ثمن الحرية - 1967 - فيلم (مؤلف)
- القاهرة 30 - 1966 - فيلم (حوار)
- الأرانب 1965 - مسرحية (تأليف)
- قهوة الملوك 1959 - مسرحية (تأليف)
- القضية - مسرحية (مؤلف)